# Illes del cel

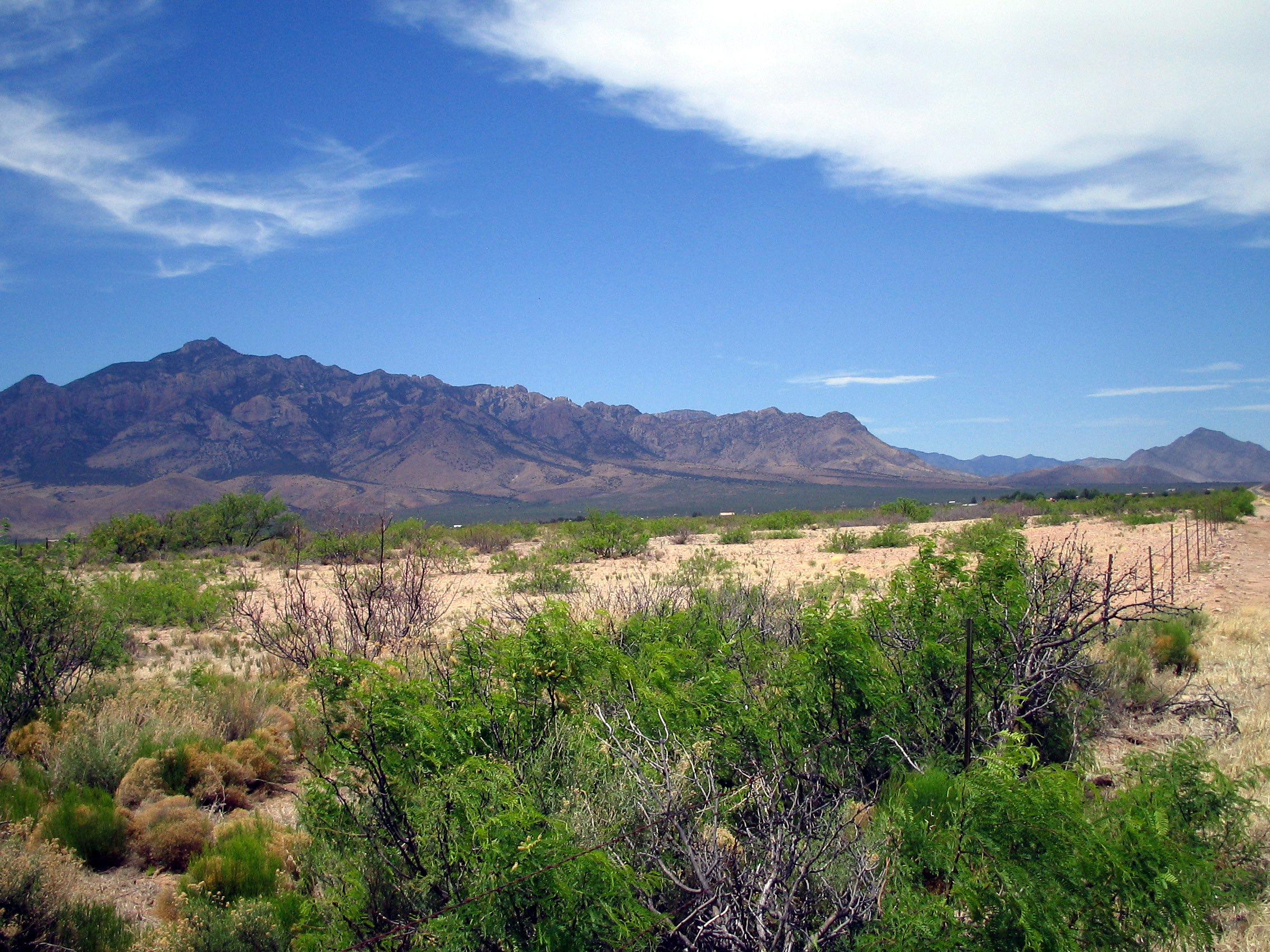
Serra de Chiricahua sobre el desert.

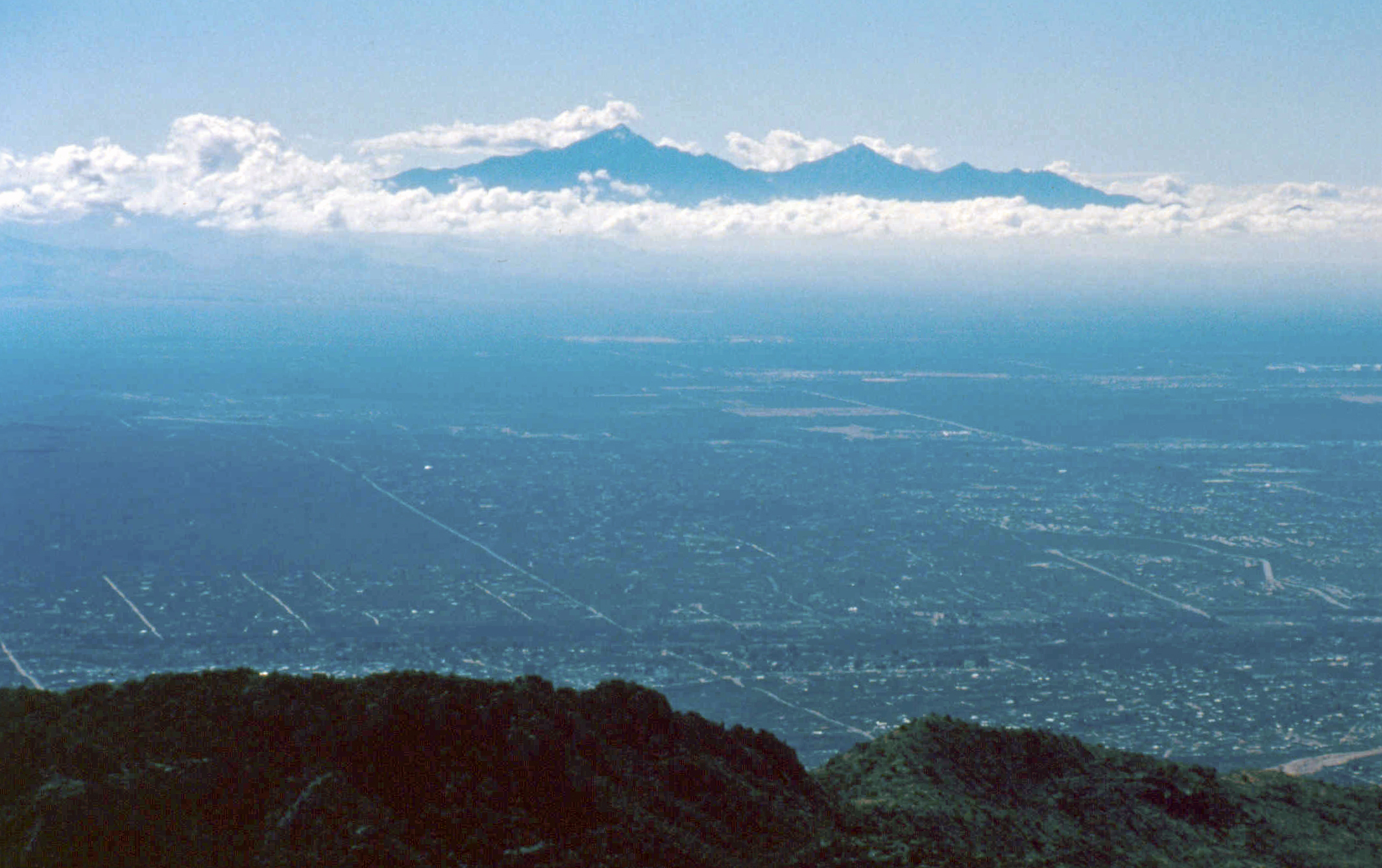
Vista d'illes del cel en la serra de la Santa Rita des de la serra de Santa Catalina a Tucson

Les illes del cel (en anglès: Sky island) són muntanyes que estan aïllades per terres baixes amb un clima totalment diferent, la qual cosa, associat a la zonificació altitudinal dels ecosistemes, té un impacte significatiu sobre els seus hàbitats naturals. Entre els fenòmens que podem trobar a les illes del cel, estan l'endemisme, migració vertical d'aus i les poblacions de relicte. La complexa dinàmica de la riquesa d'espècies que podem trobar a les illes del cel crida l'atenció de les disciplines que tracten la biogeografia així com la biodiversitat. Una de les claus de les illes del cel és la separació física d'altres complexos muntanyencs, la qual cosa resulta en un hàbitat d'illa, com ho és el d'un bosc que està envoltat pel desert. Algunes de les illes del cel són refugi per a espècies boreals en el canvi climàtic actual i des de l'última glaciació.

## Origen del terme
El terme va ser popularitzat per l'escriptor de la natura Heald Weldon, resident al sud-est d'Arizona. En el seu llibre de 1967, Sky Island, va demostrar el concepte descrivint un viatge des de la localitat de Rodeo, Nou Mèxic, en el desert occidental de Chihuahua, fins a un cim a la serra de Chiricahua, a 56 km de distància i 1.700 m més elevat. Ascendint des del calorós i àrid desert, les transicions d'entorn fins a les pastures, i després als boscos de roure-pi, boscos de pi, avet i finalment al bosc de pícea-avet-àlber. El llibre esmenta el concepte de bioma, però prefereix la terminologia de zones de vida, i fa referència a la tasca de Clinton Hart Merriam. El llibre també descriu la vida silvestre i les condicions de vida dels chiricahues.
Per la mateixa època, la idea de les muntanyes com a illes d'hàbitat va quallar entre els científics i ha estat utilitzada per escriptors tan populars com David Quammen i John McPhee. Aquest concepte s'inscriu en l'estudi de la biogeografia d'illes. No es limita a les muntanyes al sud-oest d'Amèrica del Nord, ja que es pot aplicar a les muntanyes, terres altes, i massissos de tot el món.
Molt abans, el concepte d'illa de cel va ser esmentada el 1943 per Natt N. Dodge en un article a Arizona Highways Magazine quan es va referir a la serra de Chiricahua al sud-est d'Arizona com una «(...) illa muntanyenca en un mar desert». ("... mountain island in a desert sea").

## Illes de cel al món

### Ecozona afrotropical
- Cal Madow
- Selva de la serralada de Camerun
- Massís etíop
- Highlands of southern Africa
- Mont Kilimanjaro
- Muntanyes Rwenzori

### Ecozona Australàsia
- Mont Wilhelm

### Ecozona Indomalaia
- Fan Si Pa
- Muntanyes Jade, a Taiwan
- Mont Kinabalu
- Nat Dt. Taung
- Tây Nguyên
- Muntanyes Titiwangsa
- Ghats Occidentals

### Ecozona neàrtica
- Arxipèlag Madrense
- Great Basin montane forests
- Muntanyes Guadalupe

### Ecozona Neotròpica
- Baixa Califòrnia
- Serralada d'Amèrica Central
- Escut guayanés
- Serra do Mar
- Serralada de la Costa (Veneçuela)

### Ecozona paleàrtica
- Muntanyes de Air
- Muntanyes Altai
- Muntanyes Baikal
- Muntanyes del Caucas
- Muntanyes Tibesti
- Tien Shan